# Harrai
Harrai är en ort i Indien.   Den ligger i distriktet Chhindwāra och delstaten Madhya Pradesh, i den centrala delen av landet, 700 km söder om huvudstaden New Delhi. Harrai ligger 598 meter över havet och antalet invånare är 10 250.
Terrängen runt Harrai är huvudsakligen platt, men österut är den kuperad. Runt Harrai är det ganska tätbefolkat, med 100 invånare per kvadratkilometer. Det finns inga andra samhällen i närheten. Trakten runt Harrai består till största delen av jordbruksmark.